# Something Else (singel)
Something Else – szósty singel punkrockowego zespołu Sex Pistols. Wydany 23 lutego 1979. 

## Lista utworów
1. Something Else
2. Friggin' in the Riggin'

## Skład
- Sid Vicious – wokal („Something Else”)
- Steve Jones – wokal („Friggin' in the Riggin'”), gitara, gitara basowa
- Paul Cook – perkusja